# 香港製冰及冷藏
香港製冰及冷藏有限公司，簡稱香港製冰，成立於1918年，是香港製冰業主要生產商之一，原屬牛奶有限公司旗下，2004年獲保利達資產控股有限公司收購。根據2011年修訂《食物安全條例》，香港製冰是香港四大製冰公司中唯一擁有生產食用冰臨時牌照的工廠，其餘的德保雪粒有限公司、捷安冰粒有限公司及蕭邦生雪（雪粒、冰雕）有限公司處於申請牌照或無牌經營狀態。

## 業務
香港製冰主要生產及銷售食用冰和碎冰，亦有批發乾冰。
另外，姊妹品牌農嘉鮮（香港）有限公司（Aquatic & Agriculture（HK）Company Limited）為外國進口烘焙食品的代理商，產品主要從歐洲入口，銷售範圍遍佈香港、澳門。所代理的烘焙品牌，在歐洲地區廣為人知的Vandemoortele，確認農嘉鮮為港澳地區的合法代理商。